# Neuroeconomia
La neuroeconomia és la combinació de la neurociència, l'economia i la psicologia per a estudiar el procés d'elecció dels individus. Analitza el paper del cervell quan els individus avaluen decisions, categoritzen els riscos i les recompenses i com interaccionen els uns amb els altres.